# Цари Арвада

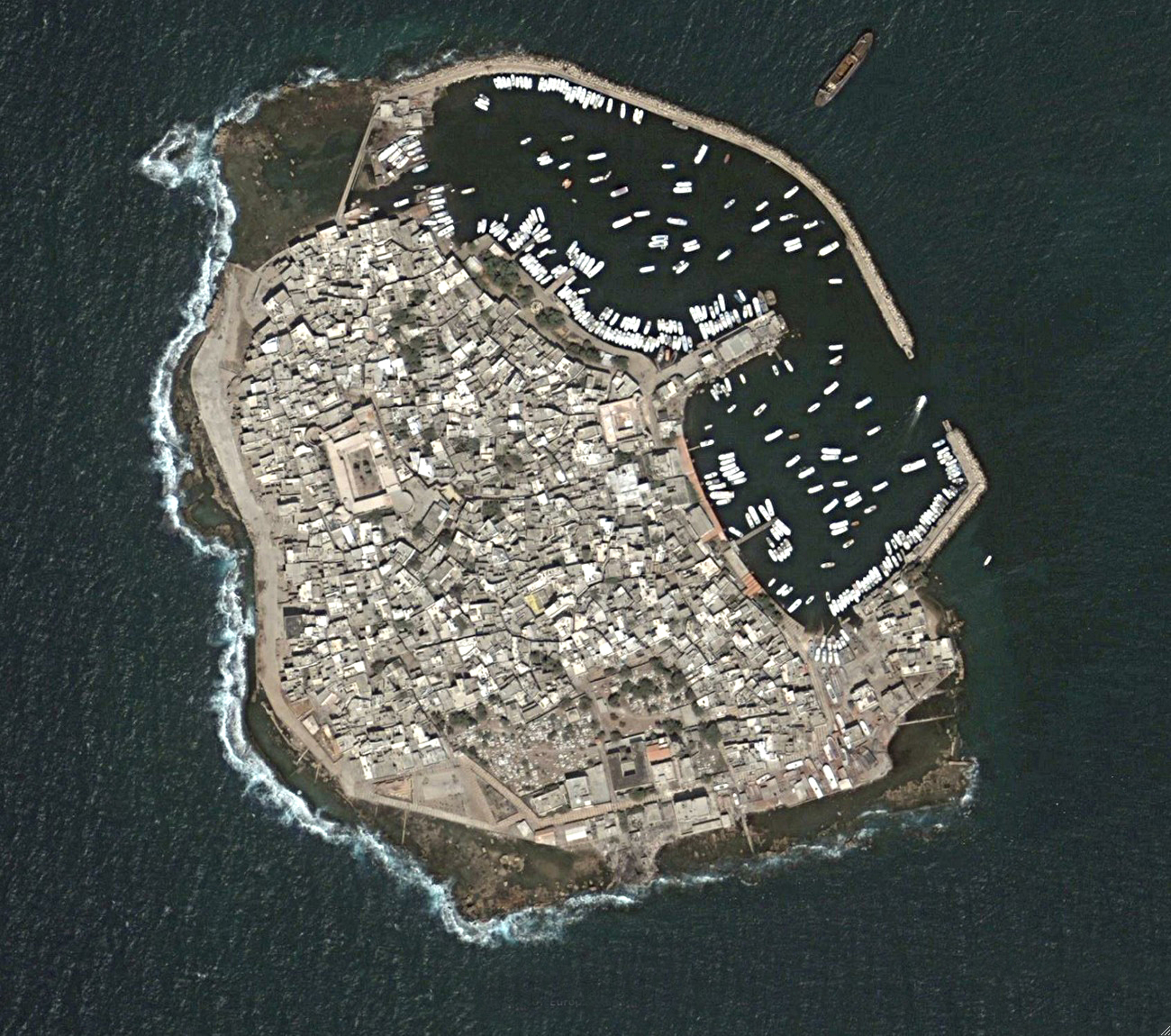
Остров Арвад

Финикия

Арвад в составе Ассирии (середина VII века до н. э.)

Царь Арвада — правитель города и его владений в древности.

О Финикии известно не так много, как о других областях Древнего Ближнего Востока, так как сохранилось очень мало нарративных источников местного происхождения. Бо́льшая часть сведений о финикийских городах-государствах (в том числе, и о Арвадском царстве) находится в источниках, созданных в соседних с ними землях. Из-за этого политическая история Финикии содержит значительные лакуны, заполняемые данными, сделанными только на основе анализа археологических находок.
Арвад — один из древнейших городов Северной Финикии, основанный в первой половине III тысячелетия до н. э. Расположенный на острове, он занимал важное положение на торговых путях, связывавших жителей Средиземноморья (египтян, киприотов и греков) с населением Финикии.
О ранней истории Арвада известно очень мало. В посланиях из архивов в Эбле и Амарне о арвадских царях не упоминается, но сообщается только о городской общине («людях Арвада»). Вероятно, это свидетельствует о том, что в то время в городе существовала олигархическая форма правления. Влияние городской общины в Арваде будет значительным и позднее.
Вероятно, при фараонах XVIII или XIX династии (Тутмосе III, Сети I или Рамсесе II) Арвад попал под верховную власть Египта. Однако благодаря островному положению города, эта зависимость была меньше, чем аналогичная власть египетских правителей над Тиром, Сидоном и Библом.
К концу XII века до н. э., правлению царя Тиглатпаласара I, относятся первые свидетельства о взаимоотношениях правителей Арвада и властителей Ассирии. Записи ассирийского происхождения — основные источники информации о истории Арвада IX—VII веков до н. э. Начиная с середины IX века до н. э. в них регулярно упоминается о арвадских царях. Вероятно, в результате походов Ашшурнацирапала II правители Арвада стали ассирийскими данниками. Некоторые из арвадских царей (например, Матанбаал I и Абдэл) вступали в противостояние с ассирийскими властителями; другие были верными данниками правителей Ассирии, благодаря которым получали для своего города привилегии и территориальные приращения.
После падения Ассирийской державы в конце VII века до н. э. Арвад вместе с другими финикийскими городами входил в состав сначала Нововавилонского царства, а затем Ахеменидской державы. В V веке до н. э. арвадские цари добились значительной самостоятельности в управлении своими владениями: они участвовали в Греко-персидских войнах и покровительствовали морской торговле.
Неизвестный по имени царь Арвада в середине IV века до н. э. участвовал в антиперсидском восстании, после подавления которого монархическая форма правления в городе была временно ликвидирована.
Последние свидетельства о арвадских царях относятся ко времени походов Александра Македонского. Вероятно, не позднее 259 года до н. э. монархическая форма правления здесь была сменена властью олигархии.

## Список царей Арвада
| Имя                 | Даты правления              | Основные события правления |
| ------------------- | --------------------------- | --- |
| NN                  | 860-е годы до н. э.         | данник Ашшурнацирапала II |
| Матанбаал I         | около 853 года до н. э.     | участник битвы при Каркаре |
| Матанбаал II        | около 743 года до н. э.     | данник Тиглатпаласара III |
| NN                  | 730-е годы до н. э.         | возможно, тождественен Матанбаалу II; участник восстания против Тиглатпаласара III; лишён ассирийцами части владений                                          |
| NN                  | около 720 года до н. э.     | участник восстания против Саргона II |
| Абдэл (Абдилити)    | около 701 года до н. э.     | участник восстания против Синаххериба |
| Матанбаал III       | около 670 года до н. э.     | данник Асархаддона |
| Йакинлу             | 660-е годы до н. э.         | данник Ашшурбанапала; убит |
| Азибаал I           | 650-е годы до н. э.         | сын Йакинлу |
| Абимилки            | около 640 года до н. э.     | сын Йакинлу; правил совместно с братом Ахимилки |
| Азибаал II          | около 620—604 годы до н. э. | |
| NN                  | около 570 года до н. э.     | данник Навуходоносора II |
| Агбаал              | около 500 года до н. э.     | занимал ли он престол Арвада, точно не известно |
| Мербаал             | около 480 года до н. э.     | сын Агбаала; данник Ксеркса I; участник Саламинской битвы |
| NN                  | середина IV века до н. э.   | данник Артаксеркса III; участник антиперсидского восстания, после подавления которого в 351 году до н. э. царская власть в Арваде была временно ликвидирована |
| Герострат           | 330-е годы до н. э.         | данник Дария III; подчинился власти Александра Македонского                                                                                                   |
| Абдастарт (Стратон) | 330-е годы до н. э.         | сын Герострата; подчинился власти Александра Македонского; последний известный царь Арвада                                                                    |

## Комментарии
1. ↑  В некоторых источниках упоминается под именем Милкули[14].